# Дарт Мол
Дарт Мол (енгл. Darth Maul) фиктивни је лик из филмова Звездани ратови, тј. филма Фантомска претња. Био је Сит лорд и ученик Дарта Сидијуса. Такође био је једно од главних оружја које је користило Сидијусу за стварање Галактичке Империје.
Дарт Мол је измишљени лик у научно фантастичним филмовима из франшизе Звездани ратови. Трениран као Дарт Сидиусов први ученик, он служи као Сит Лорд и мајстор је двоструке светлосне сабље. Он је примарни антагониста у Звезданим ратовима — епизодa 1: Фантомска Претња (лик тумачи Реј Парк, а глас Петер Серафиновиц) и антагониста у Звезданим ратовима: Рат Клонова (глас даје Семјуел Витвер).

## Карактеристике

### Концепт и креација
Творац серијала Џорџ Лукас је описао Дарт Мола као ,,фигуру из једног од његових најмрачнијих ноћних мора". Дизајнер Ијан МекКејг је понудио Лукасу дизајн заснован на његовим ноћним морама: изворни дизајн је одбијен, али је касније послужио као инспирација за Асаж Вентрес, која се јавља као секундарни антагониста у филму Звездани ратови: Рат Клонова и истоименом ТВ серијалу. Једног дана, МекКејг је покушао да направи ,,Сит Лорд верзију" по посади Арт Департмент-а и нацртао је Давида Дозореца, шефа групе анимације, са округлом плочом на лицу. Лукас је био заинтригиран идејом, и МекКаиг је почео да производи сличне карикатуре.
Након одбијања и са цртежом сценограф Гавин Боцкует, МекКаиг почео да покрива са траком. И њему и Лукасу се свидео резултат, који је описан као нека врста обрасца. Крајњи цртеж имао је МекКејгово сопствено лице, са шаром на основу три ствари: огуљеног лица које је откривало месо, осликавање лица афричких племена и Роршахових мрља.
Дарт Молова глава је првобитно имала перје, на основу изгледа тотемa, али је тим задужен за ефекте створења на челу са Ником Дудман тумачио та перја као рогове, те су перја замењена ђаволским роговима.
Његова одећа је такође измењена, од тесног одела са мишићима настала је Сит одора на основу самурајске одеће, јер је битка светлосним сабљама подразумевала акробатске покрете. Други концепт је имао Мола као маскирану фигуру, налик на Дарт Вејдера, док су ликови сенатора били основа за његове телесне тетоваже. Касније је одлучено да Мол има истетовирано лице без ликова сенатора.

### Глума
Дарт Мола је одглумио мајстор борилачких вештина Реј Парк у Фантомској претњи. Глас му је дао комичар/глумац/режисер Питер Серафиновиц у Фантомској претњи и Лего Звезданим ратовима: Игри, Грег Бергер у видео игри, Џес Харнел у Звезданим ратовима: Освета тркача, Звезданим ратовима: Галактичка бојна поља и Звезданим ратовима: Разарање, Стивен Стантон у Звезданим ратовима: Бетлфронт 2, Клинт Баџакиан у Звезданим ратовима: Супер Бомбад трке, Давид Колинс у Звезданим ратовима: Сила ослобођена и Звезданим ратовима: Елитна ескадрила, и Семјуел Витвер за Звездане ратове: Ратове клонова.

## Појављивање

### Фантомска претња
Уведен у Звезданим ратовима — епизоди I: Фантомској претњи, Дарт Мол добија наређење од Дарт Сидијуса да зароби Краљицу Падме Амидалу. На Татуину, Мол се бори против Квај-Гон Џина док покушава да доспе до краљичиног брода. Док Анакин Скајвокер неприметно улази у брод, Квај-Гон се бори против Мола у дуелу светлосним сабљама, али Џедајски мајстор успева да побегне. Током врхунца филма, Мол је у дуелу са Квај-Гоном и Оби-Ван Кенобијем. Мол напада Квај-гона док је Оби-Ван одвојен ласерском капијом. То оставља Квај-Гона да се бори против Мола сам. Мол евентуално убија Квај-Гона тако што га пробада кроз његово тело. Када се ласерска капија отворила, Оби-Ван је напао Мола. Оби-Ван пресеца двосеклу сабљу Сит Лорда на пола. Оби-Ван једва спречава свој пад у реактор, држећи се за ивицу. Мол баца његову сабљу у рупу. Оби-Ван користи Силу да искочи из рупе, узима Квај-Гонову сабљу и успева да пресече Мола на два дела која падају у рупу .

### Ратови Клонова
Дарт Мол се враћа у цртаној серији Звездани ратови :Ратови Клонова (која обухвата период између — епизоде II и III).
У трећој сезони, Дарт Молово порекло је разрађено: он је приказан као ратник пореклом из клана Ноћне Браће са планете Датомир, који је под контролом вештица из клана Ноћних Сестара, који предводи Мајка Талзин. Молове тетоваже су описане као ратничке ознаке (за разлику од ранијих извора који идентификују тетоваже као Сит ознаке). Талзин шаље његовог брата, Севиџ Опреса да га пронађе.
У четвртој сезони, Дарт Мол се враћа. По причи, Мол је преживео свој дуел са Оби-Ваном, али је полудео након што је пресечен на пола, патећи од амнезије целу деценију. Када га пронађе Опрес, Молово памћење се враћа и одлучује да се освети Оби-Вану. Опрес га враћа на Датомир након што су већина Ноћних Сестара поклане од стране Сепаратиста (једин, и обнављају тело Сит Лорда са паром простетских ногу, настале под утицајем магије Мајке Талзин. Са његовим умом и телом обновљеним, Мол сазнаје да су ратови клонова почели у међувремену. Уз помоћ Опреса, он наставља свој план да се освети Оби-Ван Кенобију тако што га наводи у замку нападајући мало село на планети Рејдонија, знајући да ће Џедаји доћи да помогну. Међутим, Асаж Вентрес се неочекивано појављује да прикупи уцену на Опресову главу и омета Молов план. Оби-Ван и Вентрес улазе у дуел са Молом и Опресом у складишту украденог брода, али убрзо схватају да су побеђени и присиљени су да беже. Мол одлучи да не јури за тек испаљеном капсулом за бег, већ да чекају још једну прилику, осећајући да Џедаји знају за његово постојање у Сили.
У петој сезони, Дарт Мол наставља да се појављује са Севиџом Опресом. Са Опресом као његововим учеником, Мол гради криминалну империју. Тражећи следбенике, путују на Флорум и успевају да убеде Џиру и виквејске пирате да им се придруже и издају свог вођу Хонда Онаку. Мол се поново бори са Оби-Ваном, док Опрес убија Џедај Мајстора Ади Галију. Ипак, дуел иде лоше за Мола: пирати уништавају Молу роботске ноге, Оби-Ван одсеца руку Опресу, а Молов брод је тешко оштећен, због чега Мол и Опрес морају да беже. Мол и Опрес су касније пронађени од стране Мандалорских ратника, на челу са Преом Вислом, који даје Молу нови сет ногу и Опресу нову протетску руку. Мол нуди Висли прилику да повратите Мандалор пријемом злочиначких кланова Црно Сунце и Пајк породице криминалаца и присталица Џабе Хата чиме настаје криминална организација под именом Колектив Сенке.
Одатле, Мол подиже Вислу на власт: он наређује присталицама да нападну Мандалор тако да Дед Воч може да их ухапси, да би изгледали као хероји другим становницима планете, који су дуго живели под војвоткињом Сатин Криз и њеном „тиранском” владавином. Мол омогућава себи да буде ухапшен и одлучује да замени Вислу са премијером Алмеком, кога је Сатин затворила због корупције. Након што бежи из затвореништва, Мол изазива Вислу на двобој да преузме Дед Воч и Мандалор. Он тада убија Вислу и узима Тамну Сабљу-јединствену црну светлосну сабљу која симболише вођство над Дед Вочом. Он је тада освојио лојалност већине чланова Дед Воча, али Бо Катан формира фракцију заједно са онима који су лојални свом претходном вођи. Мол онда предвиђа да ће Сатин побећи из затвора и покушати да контактира Џедајско Веће као део свог плана да доведе Оби-Вана на Мандалор. Када је Оби-Ван стигао и покушао да спасе Сатин, Мол га хвата и убија Сатин. Оби-Ван је, међутим ослобођен од стране побуњеника познатих као Ноћне Сове.
Мол осећа Дарт Сидијуса како стиже на Мандалор. Иако је импресиониран опстанаком свог бившег ученика, Сидијус изјављује да је Мол ривал и користи Силу да угуши њега и Опреса. Затим их обојицу напада у дуелу сабљама, где је смртно повређен Опрес. Опрес умире од задобијених рана, Сидијус подсећа Мола на Владавину Двојице, те да је био замењен. Бесан, Мол вади своју и Тамну сабљу и наставља да се бори са Сидијусом у изједначеној борби, али га је на крају Сидијус поразио. Мол моли за милост, али га Сидијус игнорише и мучи га муњама. Међутим, Сидијус открива да он нема намеру да убије Мола, желећи да свог бившег ученика искористи у друге сврхе.

### Канон књиге
Син Датомира је адаптација приче намењена за шесту сезону Ратова Клонова. Након хапшења Мола, он је одведен у сепаратистички затвор, где је мучен од стране Грофа Дукуа и испитан о Колективу Сенке и савезницима које је стекао. Министар Алмек организује Молов бег, потом одлази на Занбар да преузме команду над Дед Воч војском. Међутим, њега је следио генерал Гривус и његови дроиди, који су се затим жестоко борили са Молом и Мандалорцима. Док су водили часну борбу, Мол и његови саборци су на крају надјачани од стране војске дроида. Током битке, Мол се провлачи кроз редове дроида и напада Гривуса, али је савладан и присиљени да се повуче. Након тога, Мол се саветује са Мајком Талзин (кад му открива да је његова биолошка мајка) и планира извући Сидијуса хватањем Дукуа и Генерала Гривуса. План успева, а Талзин је у стању да се сама врати у њен физички облик, али се жртвује да спасе Мола и бива убијена од стране Гривуса. Мол бежи са четом лојалних Мандалораца, али Колектив Сенке се убрзо распао због сукоба са Сидијусом. Тада Хатови, Пајк криминална организација и Црно Сунце напуштају Мола.

### књиге
Као приказан у роману Дарт Плејгас, Сит Лорд шаље својог ученика, Дарт Сидијуса, на Датомир, свет који је јак у Сили. Датомирска вештица, или Ноћна Сестра, осећа Сидијусову снагу у сили и прилази му. Она претпоставља да је Џедај и моли га да узме Забрак сина. Она схвата да Сидијус није Џедај, и објашњава како она покушава да спаси свог сина од Ноћне Сестре по имену Талзин, која је убила Моловог оца. Подразумева се да Мол има брата близанца и да је Талзин свесна само једног детета. Сидијус схвата да је дете јако у Сили, и да ће постати претња ако се узме од стране Џедаја. Прикривање постојања Мола од свог господара, Сидиус подиже Мола да верује да је Сит ученик, али заправо га користи као потрошну робу, а не као наследника. Мол сам признаје своје недостатке, као што је његово ограничено разумевање политике, али покушава да постане истински Сит.
Приказан у роману Дарт Мол: Шадов Хантер, Мол је сироче пронађено од стране Џедаја, али Сидијус га киднапује пре него што Џедаји могу почети његову обуку. Он тада тренира Мола као Сита и обележава његово тело са Сит тетоважама. Мол у почетку иде на неколико мисија терора за свог господара, попут убијања политичара, шефова криминалних група, трговаца и господара рата.
Неколико извора приказују Молов повратак из мртвих у неколико различитих облика. Прича "Васкрсење" из Звездани ратови Приче 9 приказује култ стварања дупликата Мола као замена за Дарта Вејдера, али га Вејдер убија. Прича "Фантомске Претње" у Звезданим ратовима Приче # 17 (дешава се после Повратка џедаја) приказује Лук Скајвокера како посећује Молову родну планету Иридонија као амбасадор, где он се суочава са "чврстом холопројекцијом" Мола пројектоване од Моловог мозга, који је спасен као део покушаја научника да рекреира Мола као Иридонског "Шампиона". Лук признаје да постоји поремећај који Молово постојање изазива у Сили, и гаси системе за одржавање живота који мозак држе живим.
У 2005. години, Дарк Хорс Комик је објавио Звездани ратови: Визионари, компилацију стрип уметности кратких прича. Прича "Старе ране", сматрана не-канонском по предању Звезданих ратова, приказује Мола, сада са дужим роговима на глави, како преживљава своју бисекцију од Оби-Ванових руку, мењаујући своју доњу половину кибернетским ногама, сличним онима генерала Гривуса. Затим прати Оби-Вана широм галаксије, на крају га прати на Татуин неколико година након догађаја из Епизоде III. Мол се руга Оби-Вану, рекавши да ће он одвести Лука Скајвокера свом господару након што буде убијен, императору Палпатину. Мол планира да убије Дарт Вејдера, да би поново дошао на своје „заслужено“ место уз Палпатина као његов ученик. Он пали своју двоструку сабљу и напада Оби-Вана, али Оби-Ван се опет показује као бољи у борби, одсекавши рогове његовом противнику. Сит Лорд је убијен, неочекивано, пуцањем бластера у његову главу од стране Овена Ларса. Оби-Ван се захваљује Овену, и каже да се Молово тело у пустињи спали га тако да се он никада не може вратити.
Почетком 2012. године, роман под називом Звездани ратови:Гнев Дарт Мола је објавио Схоластик. У 2014. у роману, Звездани ратови: Мол Закључавање, који се дешава пре Фантомске Напасти, Дарт Мол је послат у злогласни затвор Галактичке Републике. Мол је такође представљен у неколико стрипова са дешавањем у овом периоду, укључујући: Звездани ратови: Рат Клонова, Ловци на Ситове; Дарт Мол: Смрт; и Дарт Мол: Син Датомира. Поставља га у период од рата клонова до разних дешаваа које представљају Мола. Џедај Ловци и смртна казна одлажу његово и Севиџ Опресово путовање кроз галаксију док они траже освету над Џедајима.

### У популарној култури
Дарт Мол линија је била популаран међу Хасброовим играчкама везане за Ратове Звезда, са пластичном светлосном сабљом и различитим походима у разоју његове личности. Дарт Мол је био жариште рекламне кампање играчка која окружује 3D везију Фантомске напасти из 2012, која се тада појавила у продавницама. Двострука светлосна сабља карактер је утицала на неколико пародија, укључујући и наступ у Симпсоновима епизода "Кућица на дрвету Хорора Х" и слично оружје које се појављује у споту серије игара Речет енд Кленк. Карактер је такође био лик у видео игри Тони Хок Про Скејтер 3. карактер је пародиран у Футурама епизоди "смртоносна инспекција".
Свињска верзија Дарт Мола (Дарт Мор) се појављује у Ангри Бирдс Звездани ратови II.
WWE рвач Голдуст користи варијанту Дарт Молових тетоважа.